# پاتی و خشم پوزئیدون
پاتی و خشم پوزئیدون (به فرانسوی: Pattie et la Colère de Poséidon) که با نام دم حماسی (به انگلیسی: Epic Tails) نیز شناخته می شود، انیمیشنی محصول سال ۲۰۲۲ به کارگردانی دیوید آلوکس است. در این فیلم بازیگرانی همچون کیسی چیس، کریستف لمواین، پیر ریشار و امانوئل کورتیل،  به عنوان گوینده ایفای نقش کرده‌اند.